# Muscle semi-membraneux

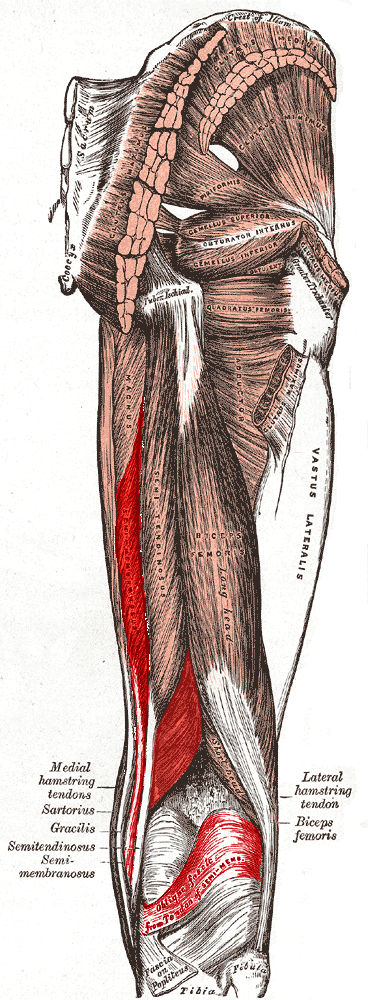
Le muscle semi-membraneux.

Le muscle semi-membraneux (ou muscle demi-membraneux) est un muscle du membre inférieur situé dans la cuisse.
Il appartient au groupe des muscles ischio-jambiers et est contenu dans la loge fémorale postérieure.

## Description
Le muscle semi-membraneux est un long muscle situé à l'arrière de la cuisse.
Il relie l'os coxal au tibia. Il est bi-articulaire : articulation coxale et articulation du genou.
Son nom provient du fait que son tendon d'insertion est prolongé par une large membrane tendineuse.

## Origine
Il se fixe par une lame aponévrotique sur la face postérieure de la tubérosité ischiatique en dehors de l'origine du muscle semi-tendineux.

## Trajet
La lame aponévrotique descend jusqu'au milieu de la cuisse où elle forme un corps musculaire.

## Terminaison
Le muscle semi-membraneux s'achève par trois tendons au niveau de l'arrière de l'articulation du genou:
- un tendon direct qui s'insère sur la face postérieure du condyle médial du tibia,
- un tendon réfléchi qui contourne le condyle médial et s'insère à la partie antérieure de la gouttière sous-glénoïdienne.
- un tendon récurrent qui s'insère sur la coque condylienne externe formant le ligament poplité oblique.

Il donne également quelques attaches sur le mur du ménisque médial, ce qui constitue un moyen d'union actif, qui, lors de la flexion du genou et donc la contraction du semi-membraneux, tire le ménisque médial vers l’arrière, sous le condyle fémoral médial.

## Innervation
Le muscle semi-membraneux est innervé le nerf tibial branche du nerf ischiatique.

## Vascularisation
Le muscle semi-membraneux est vascularisé par l'artère profonde de la cuisse et l'artère fessière.

## Anatomie fonctionnelle
Le muscle semi-membraneux est:
- fléchisseur de la jambe sur la cuisse.
- extenseur de la cuisse.
- rotateur interne de la jambe lorsque le genou est fléchi.

Il est antagoniste du muscle quadriceps fémoral.

## Galerie

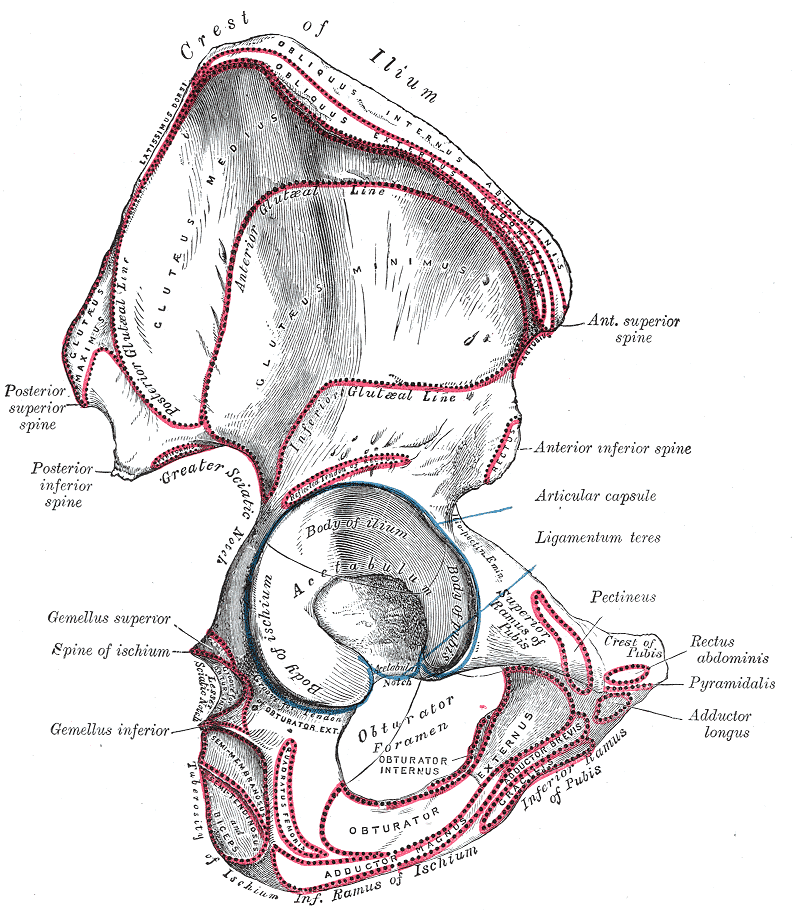
Os coxal droit. Face externe.
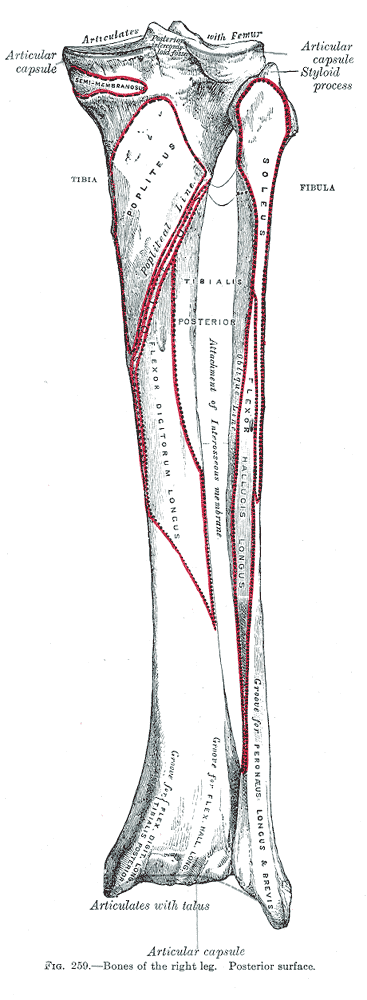
Os de la jambe droite. Vue postérieure.
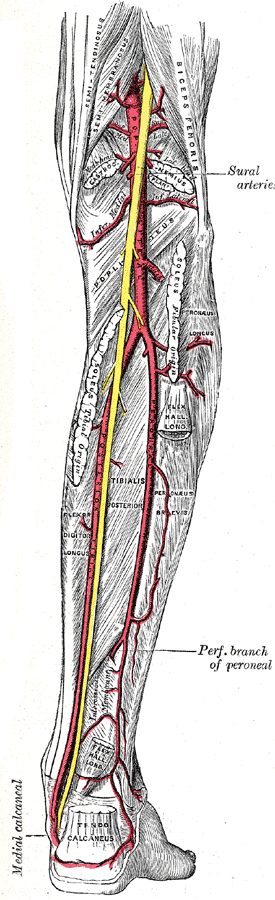
Les artères du genou et de la jambe.

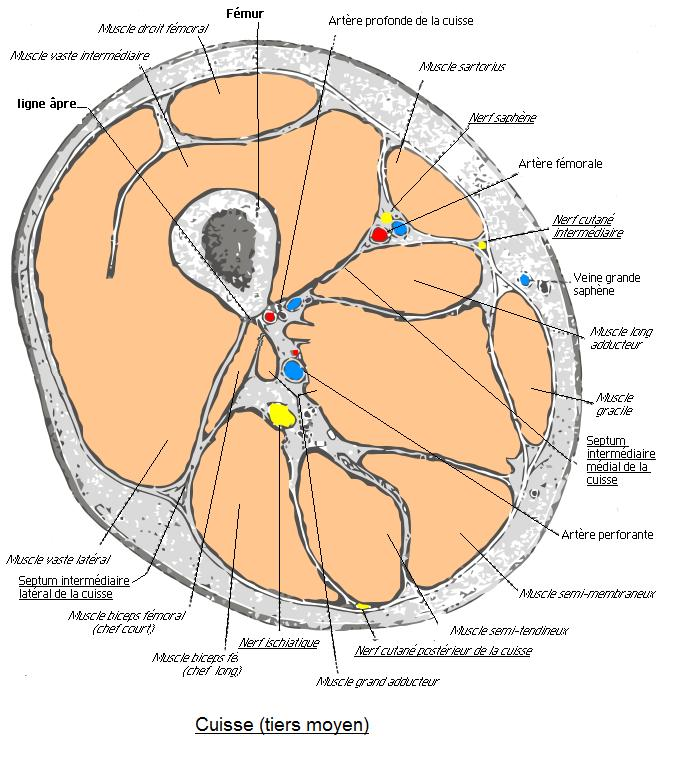
coupe transversale de la cuisse. Tiers moyen.
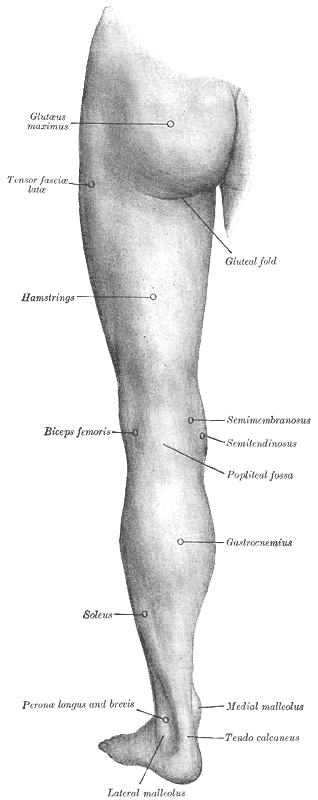
Face postérieure du membre inférieur.